# 黒石鋪街道
黒石鋪街道（こくせきほかいどう）は中華人民共和国湖南省長沙市天心区の街道。

## 行政区画
- 黒石鋪社区
- 一力社区
- 披塘村
- 黒石村
- 九鋒村

## 歴史
以前は大托郷（鎮）と呼ばれ、長沙県に属していた。
1996年は天心区の管轄に属する。
2012年、黒石鋪街道・大托鋪街道・先鋒街道として分離独立。

## 地理
黒石鋪街道は長沙市南部に位置し、北は新開鋪街道・青園街道と、東は桂花坪街道・先鋒街道と、西は大托鋪街道と、南は先鋒街道とそれぞれ接している。
- 河川：湘江

## 人口
2021年人口調査では、街道全体の人口は38,017人だった。

## 交通

### 道路
- 長沙繞城高速公路
- 湘府西路[4]
- 芙蓉南路
- 天心大道[4]

### 鉄路
- 黒石鋪火車駅

### 地下鉄
- 大托駅